# Щернова консерватория
Щерновата консерватория (на немски: Stern'sches Konservatorium) е консерватория, съществувала в Берлин от 1850 до 1966 година.
Основана е от Юлиус Щерн, Теодор Кулак и Адолф Бернхард Маркс под името Градска консерватория в Берлин (на немски: Städtisches Konservatorium für Musik in Berlin). В 1855 година Кулак, а година по-късно и Маркс напускат новото учебно заведение и то остава в ръцете на Щерн. Консерваторията работи успешно до 1936 година, когато нацистите я реформират като резултат от налагането на тоталитарна политика в областта на културата и я прекръщавата на Консерватория на столицата на Райха Берлин (на немски: Konservatorium der Reichshauptstadt Berlin). Същевременно еврейската част от преподавателите и студентите е отделена в Еврейско музикално училище Холендер (на немски: Jüdische Private Musikschule Hollaender) начело с децата на дългогодишния ръководител на консерваторията Густав Холендер - Курт Холендер (1885 – 1941) и Сусана Ландсберг (1892 – 1943). В 1941 – 1943 година ръководителите на училището и повечето от преподавателите и студентите загиват в концентрационните лагери. В 1966 година Щерновата консерватория се обединява с Берлинското висше музикално училище, а в 1975 година влиза в състава на Берлинския университет за изкуства, като подразделение, което се нарича Институт Юлиус Щерн (на немски: Julius-Stern-Institut).

## Директори
- Юлиус Щерн (1850 – 1883)
- Роберт Радеке (1883 – 1888)
- Джени Майер (1888 – 1894)
- Густав Холендер (1895 – 1915)
- Александър фон Филиц (1915 – 1930)
- Паул Гренер (1930 – 1933)
- Зигфрид Еберхарт (1933 – 1935)
- Бруно Кител (1935 – 1945)
- Хайнц Тисен (1946 – 1949)
- Ханс Йоахим Мозер (1950 – 1960)
- Херберт Алендорф (1960 – 1962)

## Известни педагози
- Карл Хенрих Барт
- Рудолф Мария Брайтхаупт
- Фердинанд Лауб
- Ханс Пфицнер
- Енгелберт Хумпердинк
- Арнолд Шьонберг
- Бернхард Шолц

## Известни студенти
- Клаудио Арау
- Кеес ван Баарен
- Бруно Валтер
- Ото Клемперер
- Мориц Мошковски
- Едвин Фишер
- Сьохей Танака